# Zinzendorf

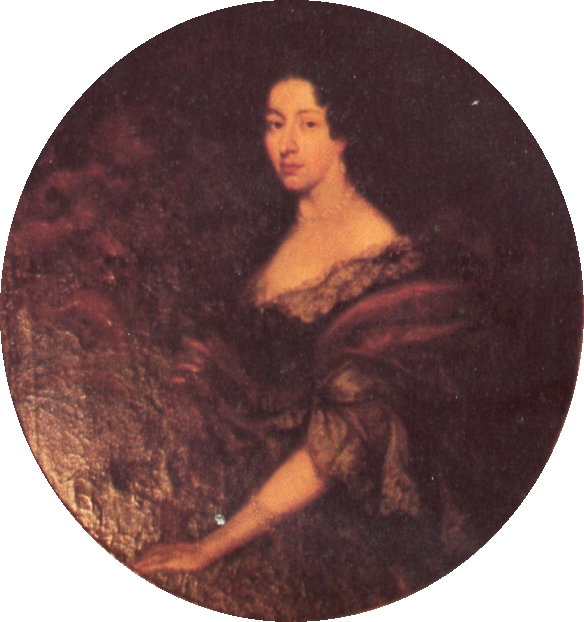
Amalia Regina von Zinzendorf (1633-1709)
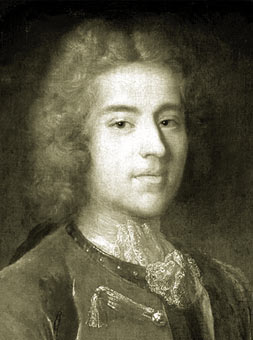
Nicolaus von Zinzendorf (1700-1760)
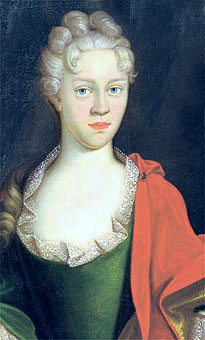
Erdmuthe Dorothea von Zinzendorf (1700-1756)
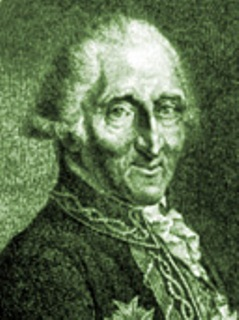
Friedrich August von Zinzendorf (1733-1804)
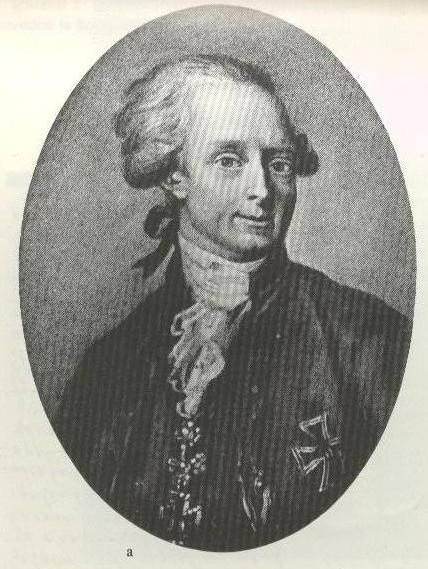
Karl von Zinzendorf (1739-1813)

Zinzendorff / Zinzendorf  dolno-austriacki ród arystokratyczny, z saską gałęzią. Nie należy ich mylić z zupełnie innym rodem Sinzendorf / Sinzendorff.
Pierwsze wzmianki o rodzie Zinzendorf pochodzą z ok. 1140 roku.  Z przedstawicieli rodu wybijali się:

## do XVI w
- Chadolt II von Zinzendorf, który dostał w roku 1365 Dyplom Uniwersytetu w Wiedniu.
- Christoph VI von Zinzendorf (zm. 1535), doradca cesarza Maksymiliana I.
- Johann Joachim Freiherr von Zinzendorf und Pottendorf (27 XII 1570-29 I 1626) w roku 1595 poślubił Judith von Liechtenstein (1570-1621), siostrę pierwszego księcia Liechtensteinu.

## w XVII w
- Albrecht VII von Zinzendorf und Pottendorf (ur. Karlsbach 24 VIII 1619; zm. 7 X 1683), cesarski radca dworu. W 1662 jego razem z wieloma krewnymi podniesiono do godności hrabiów Rzeszy.
- Maximilian Erasmus von Zinzendorf und Pottendorf (1633-1672)
- Franz Ludwig von Zinzendorf (1661-1742), austriacki generał i dyplomata.
- Amalia Regina von Zinzendorf (1663-1709), Regentka hrabstwa Ortenburg, gdzie w roku 1703 wprowadziła przymus szkolny.
- Georg Ludwig von Zinzendorf und Pottendorf (1662-1700)

## w XVIII w
- Friedrich Christian von Zinzendorf und Pottendorf (1697-1756)
- Nikolaus Ludwig von Zinzendorf (1700-1760), pietysta i reformator religijny.
- Erdmuthe Dorothea von Zinzendorf, ur. Reuß zu Ebersdorf (1700-1756)
- Ludwig von Zinzendorf (1721-1780), polityk i dyplomata austriacki.
- Susanna Magdalena von Zinzendorf und Pottendorf (1723-1785)
- Renatus von Zinzendorf (1727-1752)
- Friedrich August von Zinzendorf (1733-1804), saski generał i dyplomata.
- Karl von Zinzendorf (1739-1813), ostatni męski potomek rodu. Na śmierci jego młodszej siostry Marii Józefy w roku 1817 ród wygasa całkowicie.